# Croton funckianus
Espèce
Croton funckianus est une espèce de plantes à fleurs du genre Croton et de la famille des Euphorbiaceae, présente en Colombie.

## Description

### Appareil végétatif
C'est un arbre qui atteint 30 m de hauteur pour un tronc de 70 cm de diamètre.

### Appareil reproducteur
La floraison a lieu entre août et octobre, et la fructification entre novembre et janvier.

## Répartition et habitat
Colombie.

## Taxonomie
Cette espèce a pour synonyme :
- Croton draco var. hibisciformis Müll.Arg.
- Croton draco var. rhombifolius Müll.Arg.
- Croton funckianus var. hibisciformis (Müll.Arg.) Müll.Arg.
- Croton funckianus var. rhombifolius (Müll.Arg.) Müll.Arg.
- Oxydectes funckiana (Müll.Arg.) Kuntze